# Væb
Væb (stylisé en VÆB, et prononcé comme le mot anglais « vibe », /vajb/) est un duo de musique électronique islandais composé des frères Matthías Davíð Matthíasson (né le 7 décembre 2004), et Hálfdán Helgi Matthíasson (né le 4 juin 2003).
Ils représentent l'Islande au Concours Eurovision de la chanson 2025 avec la chanson Róa, après leur victoire lors de l'édition 2025 du Söngvakeppnin.

## Histoire
Væb a fait ses débuts dans l'industrie du disque avec l'album studio Væb tékk, sorti en septembre 2022 et précédé des singles Aron Can (Borđar kál) et Þetta kallar á drykk.
En 2023, ils obtiennent leurs premiers succès nationaux, avec le remix de Ofbođslega frægur, une collaboration avec Ingi Bauer (is), débutant dans le top 20 du Tónlistinn, et le single Tölur tala, qui est également entré dans le top, terminant à la 21e position.
En février 2024, le duo participe pour la première fois au Söngvakeppnin, la sélection nationale islandaise pour le Concours Eurovision de la chanson, avec le titre Bíómynd. Après s'être qualifié les demi-finales, le duo atteint la finale, où terminent à la 4e place. Cependant, Bíómynd fut la chanson la plus populaire parmi celles en compétition, étant la seule à entrer dans le top 10 des charts en Islande.
L'année suivante, ils sont de nouveau sélectionnés par la RÚV comme candidats au Söngvakeppnin. Lors de la compétition, où ils participent avec la chanson Róa, ils réussissent une nouvelle fois à se qualifier lors des demi-finales et par conséquent à atteindre la finale. Lors de la finale du 25 février, ils remportent la sélection après avoir terminé en première position du vote du jury et du public, leur conférant le droit de représenter l'Islande au Concours Eurovision de la Chanson 2025. Ils participent à la première demi-finale du 13 mai et se qualifient pour la finale du 17 mai où ils terminent à la 25e et avant-dernière place en obtenant 33 points du télévote et aucun des jurys nationaux.